# Wilhelm Müller (Generalleutnant)
Wilhelm Müller (* 9. April 1834 in Zülzendorf, Landkreis Frankenstein, Provinz Schlesien; † 27. Juli 1902 in Berlin) war ein preußischer Generalleutnant und zuletzt Kommandeur der 12. Division.

## Werdegang
Wilhelm Müller kam als Einjährig-Freiwilliger am 1. April 1853 in das 10. Infanterieregiment. Dort wurde er am 14. September 1854 zum Portepeefähnrich und am 11. September 1855 zum Seconde-Lieutenant ernannt. Nach einer längeren Dienstleistung bei der 1855 gegründeten Gewehr-Prüfungs-Kommission in Spandau kam er zunächst in das Kadettenhaus in Bensberg als Erzieher. Danach wurde er im April 1861 als Lehrer an das Kadettenhaus in Berlin versetzt. Dort blieb er bis zum 10. April 1862; an diesem Tag wurde er zum Premier-Lieutenant befördert und in das Kadettenkorps versetzt. Bei der Mobilmachung zum Deutschen Krieg vom 1866 gegen Österreich wurde er in das 18. Infanterie-Regiment versetzt. Er zog mit diesem Regiment ins Feld, wo er sich durch sein Verhalten vor dem Feinde den Roten Adlerorden mit Schwertern (4.Klasse ?)  erwerben konnte und am 16. August zum Hauptmann befördert wurde.
Auch am Deutsch-Französischen Krieg von 1870/71 nahm er mit seinem Regiment teil, wurde nach dessen Beendigung im September 1875 diesem als Major aggregiert und im Mai des folgenden Jahres als etatsmäßiger Stabsoffizier in das 49. Infanterieregiment versetzt. Hier wurde er am 6. Juli 1876 Kommandeur des Füsilierbataillons, stieg am 13. September 1882 zum Oberstleutnant auf und am 15. November 1883 zum etatsmäßigen Stabsoffizier. Am 1. April 1885 erhielt er das Kommando des Reserve-Landwehrregiments Nr. 35 (2. Berlin) mit dem Rang eines Regimentskommandeurs, wurde am 18. September 1886 zum Oberst und am 8. März 1887 zum Kommandeur des 14. Infanterie-Regiments ernannt. Zwei Jahre später am 19. November 1889 unter Ernennung zum Generalmajor zum Kommandeur der 29. Infanterie-Brigade in Köln befördert, wurde Müller im Juni 1892 mit der Führung der 12. Division beauftragt, deren Kommando er im darauffolgenden Monat erhielt. Am 13. März 1894 erfolgte in Genehmigung seines Abschiedsgesuches sein Austritt aus dem aktiven Dienst.